# Härfågellärka
Härfågellärka (Alaemon alaudipes) är en stor och långnäbbad lärka. Den förekommer i öknar och halvöknar från Nordafrika österut till Indien. Arten minskar i antal men beståndet anses vara livskraftigt.

## Kännetecken

### Utseende
Härfågellärkan är med en kroppslängd på 19–22,5 centimeter en av världens största lärkor. Den är slank, långbent samt har en påtagligt lång och smal näbb. Mycket distinkta är också de breda svartvita vingarna som för tanken till härfågel i flykten, därav namnet. Ovan är den ljust sandbrun eller gråbrun, under vit med fint mörkfläckat bröst. Ansiktet är pregnant tecknat svart ögonstreck och svart mustaschstreck.

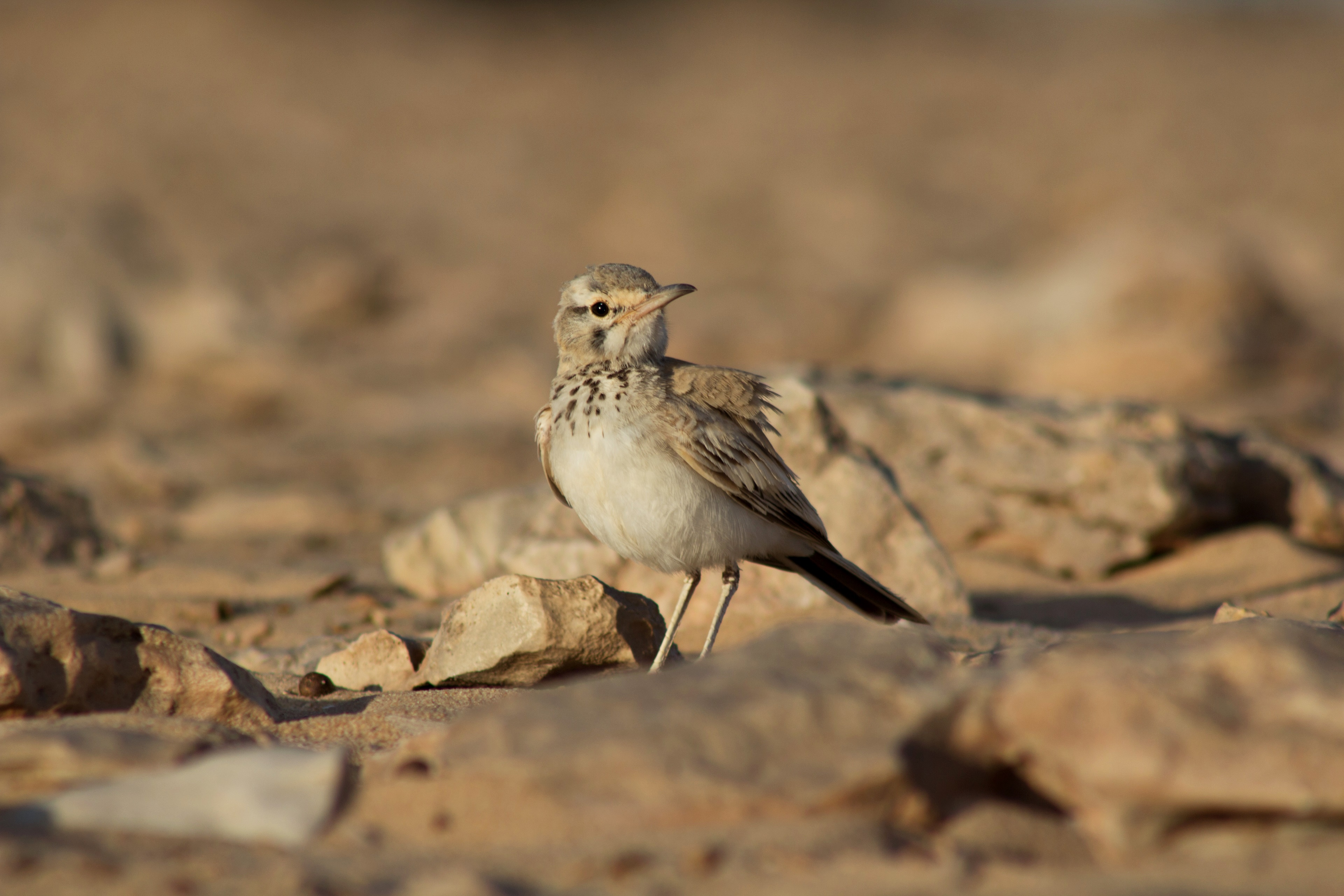
Härfågellärka på gränsen mellan Marocko och Mauretanien.

### Läten
Sången är en pipig och vemodigt klingande strof som inleds trevande, ökar i fart och saktar in på slutet. Den utför ofta en märklig sångflykt som inleds på marken eller i en busktopp, sedan brant upp en till fem meter i luften med utbredd stjärt, för att sedan störta mot marken. Locklätet är ett rullande och kraftigt zrrruy.

## Utbredning och systematik
Härfågellärka delas in i fyra underarter fördelade i två grupper, med följande utbredning:
- Alaemon alaudipes boavistae – förekommer på Kap Verde-öarna
- alaudipes-gruppen
  - Alaemon alaudipes alaudipes – förekommer i öknar i Nordafrika (Marocko, Algeriet och Tunisien)
  - Alaemon alaudipes desertorum – förekommer från kustnära Sudan (Port Sudan) till nordvästra Somalia och Aden
  - Alaemon alaudipes doriae – förekommer från östra Arabiska halvön till Irak, Iran och nordvästra Indien

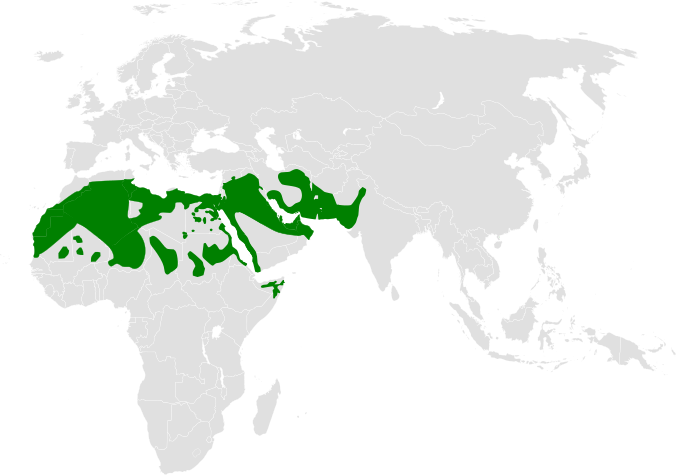
Härfågellärkans världsutbredning.

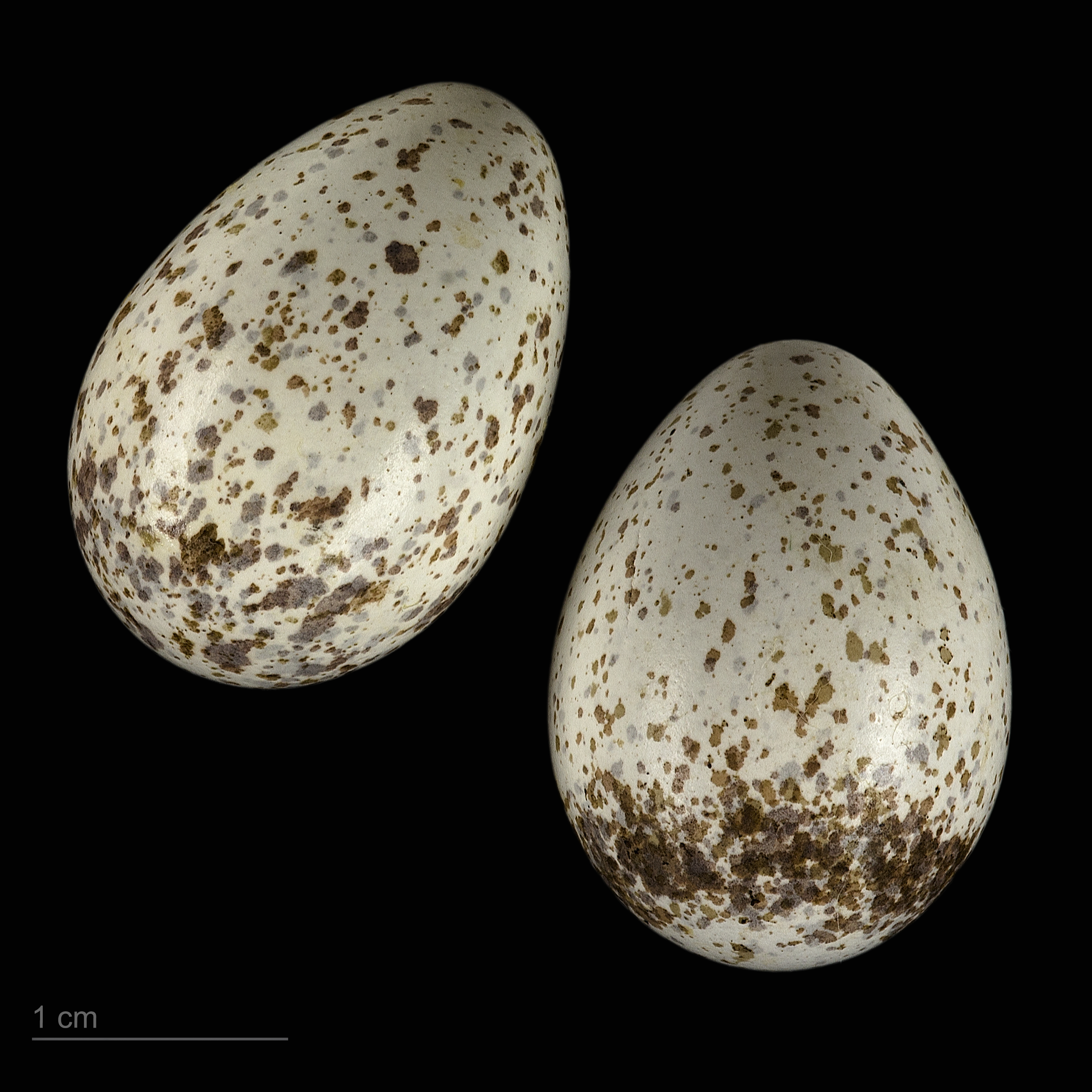
Alaemon alaudipes alaudipes

Härfågellärka är en mycket sällsynt gäst i Europa, med fynd på Malta, i Italien och i Kanarieöarna. Den har även observerats vid ett fåtal tillfällen i Turkiet.

### Släktskap
DNA-studier från 2013 visade att härfågellärkan (och därmed även förmodade nära släktingen mindre härfågellärka) möjligen är systerart till alla andra lärkor. Enligt senare studier från 2023 utgör de dock en del av en klad som även omfattar släktena Ammomanopsis, Chersomanes, Certhilauda, Eremopterix, Pinarocorys, Ramphocoris och Ammomanes. Samma studie bekräftar att härfågellärkan och mindre härfågellärkan är varandras närmaste släktingar, även om de skiljer sig i beteende. 

## Ekologi
Fågeln återfinns i flack terräng i öken och halvöken där den lever mest parvis. Den rör sig främst på marken och springer hellre undan än lyfter när den känner sig hotad.

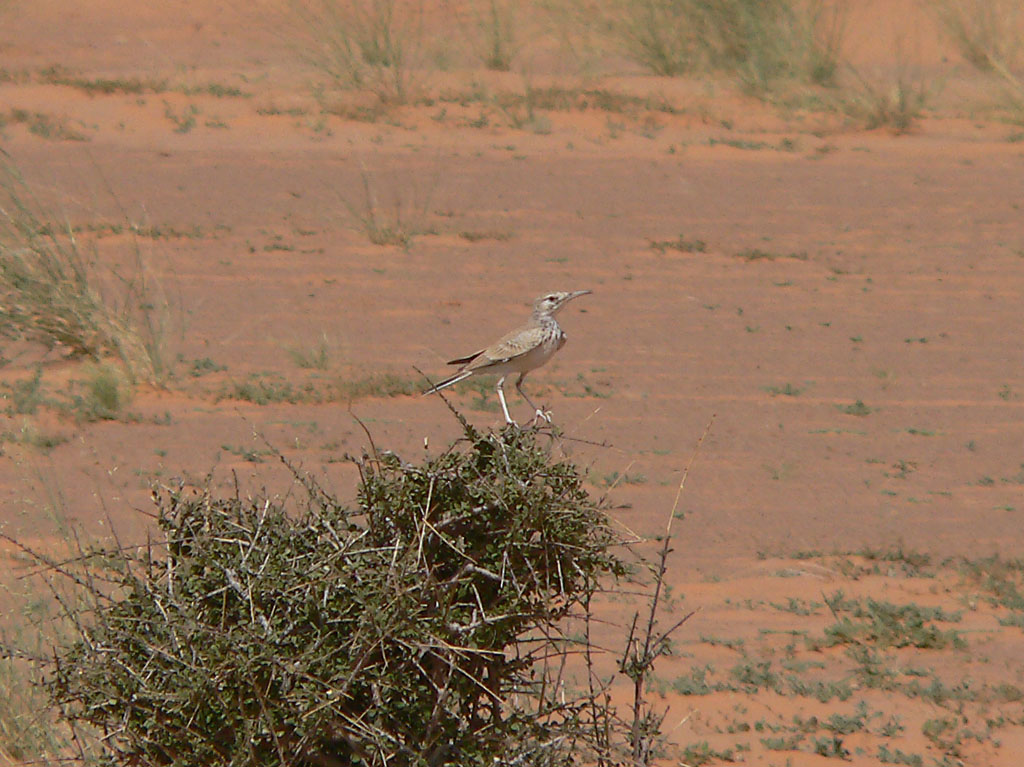
Härfågellärka i typisk miljö i Mauretanien.

Boet av småkvistar byggs av honan och placeras ovanpå en liten buske eller grästuva, mer sällan på marken. Däri lägger hon två ägg som hon ruvar ensam eller tillsammans med hanen i 14 dagar. Ungarna är flygga efter tolv till 13 dagar, men stannar med föräldrarna i ytterligare en månad.

## Status och hot
Arten har ett stort utbredningsområde och en stor population, men tros minska i antal, dock inte tillräckligt kraftigt för att den ska betraktas som hotad. Internationella naturvårdsunionen IUCN kategoriserar därför arten som livskraftig (LC). Världspopulationen har inte uppskattats men den beskrivs som vanlig och vida spridd.

## Taxonomi och namn
Härfågellärkan beskrevs som art av René Desfontaines 1789. Artens vetenskapliga artnamn betyder "lärkfotad", av latinets alauda för "lärka" och pes, "fot". Släktesnamnet betyder "vandrare", av grekiska alemon. På svenska har arten tidigare kallats båglärka eller ökenlöplärka.